# Rosa: The Movie
Rosa: The Movie är en svensk familjefilm från 2007 som följer upp TV-serien Livet enligt Rosa från 2005, vilken i sin tur är baserad på en tecknad serie med samma namn i tidskriften Kamratposten. Manne Lindwall har regisserat, Waldemar Bergendahl producerat och den tecknade seriens upphovsmän Måns Gahrton och Johan Unenge har skrivit manus.

## Handling
Rosa (Anna Ryrberg) ska snart fira sin årsdag med pojkvännen Ville (Freddy Åsblom). Det blir lite problem och Rosa blir ledsen och åker iväg på ett kollo på Gotland. Ville åker ut och seglar men kommer snart på att han måste kämpa för Rosa, den som han verkligen älskar. Han smiter ifrån sin pappa och seglingen. Han stöter på många problem på vägen till Gotland. Under tiden på kollot träffar Rosa sin före detta bästis Jessica och killen Amir. Rosa ljuger ihop en historia om att hon ska spela in en skiva. Jessica vet att det inte är sant, men hon lovar att inte säga något. Ändå sprids ryktet.

## Rollista
- Anna Ryrberg – Rosa Nilsson
- Freddy Åsblom – Ville
- Chris Mhina – Amir
- Lina Lundberg – Jessica
- Viktoria Lundell-Salmson – Galadriel
- Adrian Bursell – Filip
- Hedvig Heijne – Klara
- Karin Bogaeus – Emma
- Malin Zackrisson – Jasmine
- Erik Johansson – Danne
- Jovanna Remaeus Jönson – Anna
- Douglas Johansson – Labbe
- Cilla Thorell – Pia Nilsson
- Rafael Edholm – Jonny
- Lena Bogegård – journalist
- Isabell Sollman – Reporter i dröm
- Rachel Mohlin – TV-värd
- Kalled Mustonen – blomförsäljare

## Om filmen
Inspelningarna inleddes först under två veckor i Stockholm medan resten är inspelat i augusti 2006 på Gotland.

## Utgivning
Filmen utgavs på DVD 2007 av Svensk Filmindustri. Utgåvan innehåller också bakom kulisser-material.